# Суражівка
Суражівка — село в Артемівському міському окрузі. Розташоване на північний схід від Артема, відстань за авштошляхами 16 км. Чисельність населення 1944 жителів.

## Освіта
Система сільської освіти включає в себе загальноосвітню школу № 5 і дошкільний навчальний заклад № 37.

## Список вулиць
- Грибна
- Костромська
- Краснодарська
- Кубанська
- Ягідна
- Ярославська

## Транспорт
Пов'язана автобусним сполученням з містом Артемом маршрутом № 16 Артем (центр) — Суражівка — Заводський.

## Підприємства
- Відділення зв'язку 692779
- Приморська овочева дослідна станція
- ТОВ «Суражевка» (будівельна організація)
- ФГУП «Далекосхідне» [Архівовано 22 лютого 2014 у Wayback Machine.]